# 緋縅祐光
緋縅 祐光（ひおどし すけみつ、1889年7月25日 - 1928年10月14日）は、現在の千葉県市原市出身で二十山部屋に所属した元力士。本名は鈴木 勇作。167cm、109kg。最高位は東前頭17枚目。

## 経歴
1905年初土俵、1910年1月十両昇進。1916年1月新入幕したが、足を骨折して途中休場。幕下まで転落して1919年1月廃業。その後は漁業に従事した。

## 成績
- 幕内1場所0勝4敗6休

## 改名
槇ノ嶋→緋縅